# Lobus lithinopa
Lobus lithinopa là một loài bướm đêm trong họ Geometridae.